# Hocsou
Hocsou (egyszerűsített kínai írással: 贺州, pinjin: Hèzhōu) prefektúra szintű város Kínában, Kuanghszi-Csuang Autonóm Terület tartományban. Lakosainak száma 2 007 858 fő (2020).

## Népesség
| 2018 | 2 072 600 |
| 2020 | 2 007 858 |